# Transpiracja

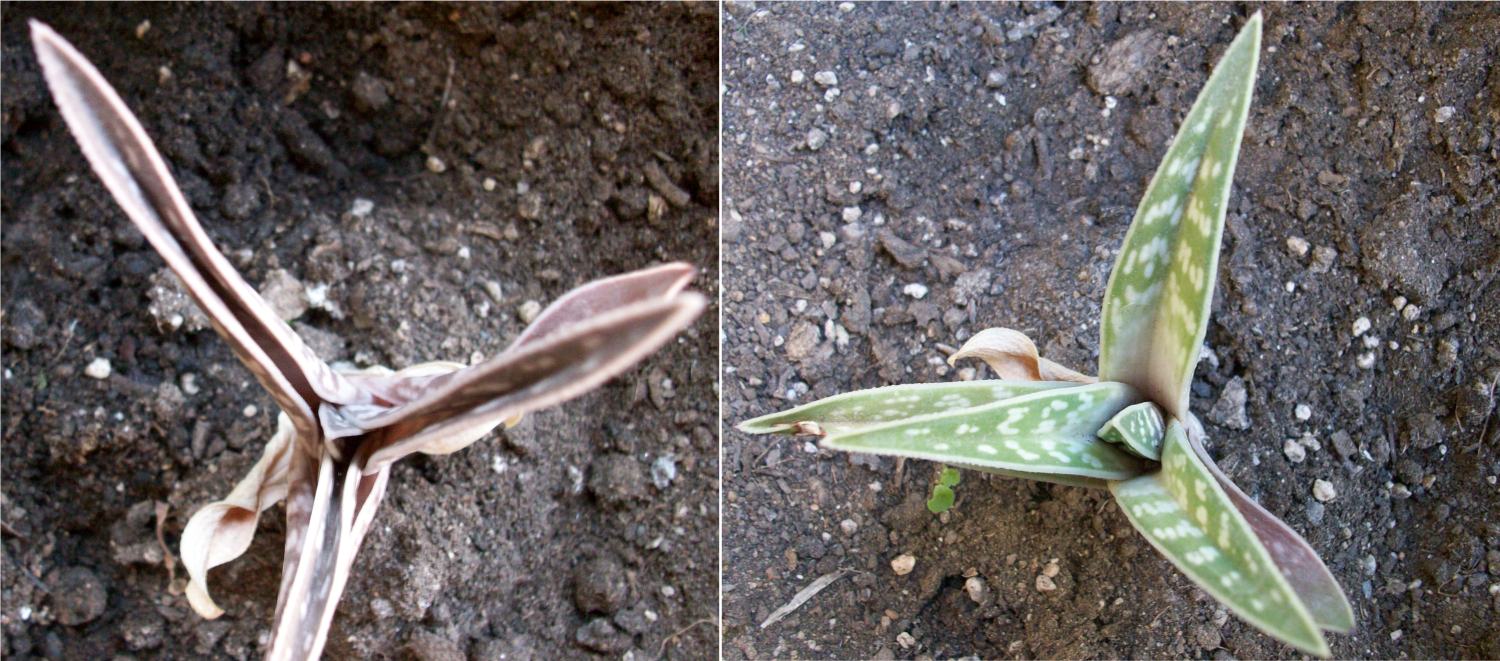
Przykład rośliny regulującej transpiracje – ten kserofit ogranicza transpirację w czasie suszy (ilustracja po lewej), po prawej – lepsze warunki.

Transpiracja – czynne parowanie wody z nadziemnych części roślin przez: aparaty szparkowe (transpiracja szparkowa), skórkę (transpiracja kutykularna) i przetchlinki (transpiracja przetchlinkowa).
Transpiracja szparkowa stanowi około 75-90% transpiracji ogólnej, natomiast kutykularna nie przekracza kilku procent, przy czym u drzew i roślin cieniolubnych udział transpiracji przez kutykulę jest większy niż u roślin światłolubnych. Aż 97% zaabsorbowanej przez roślinę wody tracona jest przez gutację i transpirację.
Czynnikami wpływającymi na szybkość transpiracji są:
- wilgotność powietrza (odwrotnie proporcjonalna)
- ciśnienie atmosferyczne (odwrotnie proporcjonalna)
- temperatura (wprost proporcjonalna)
- wielkość powierzchni parującej[1]
- światło

Transpiracja ma podstawowe znaczenie w przewodzeniu wody przez tkanki roślinne, obniża też temperaturę rośliny chroniąc ją przed przegrzaniem. Potrzeby wodne rośliny charakteryzuje współczynnik transpiracji.
Transpiracja jest procesem fizjologicznym. Ubytek wody z powierzchni roślin jest uzupełniany przez nią za pomocą systemu korzeniowego, kontaktującego się z wodą zawartą w glebie.
Rośliny występujące w klimacie pustynnym wykształciły skuteczny system ochrony przed utratą wody. Przeprowadzają fotosyntezę CAM.

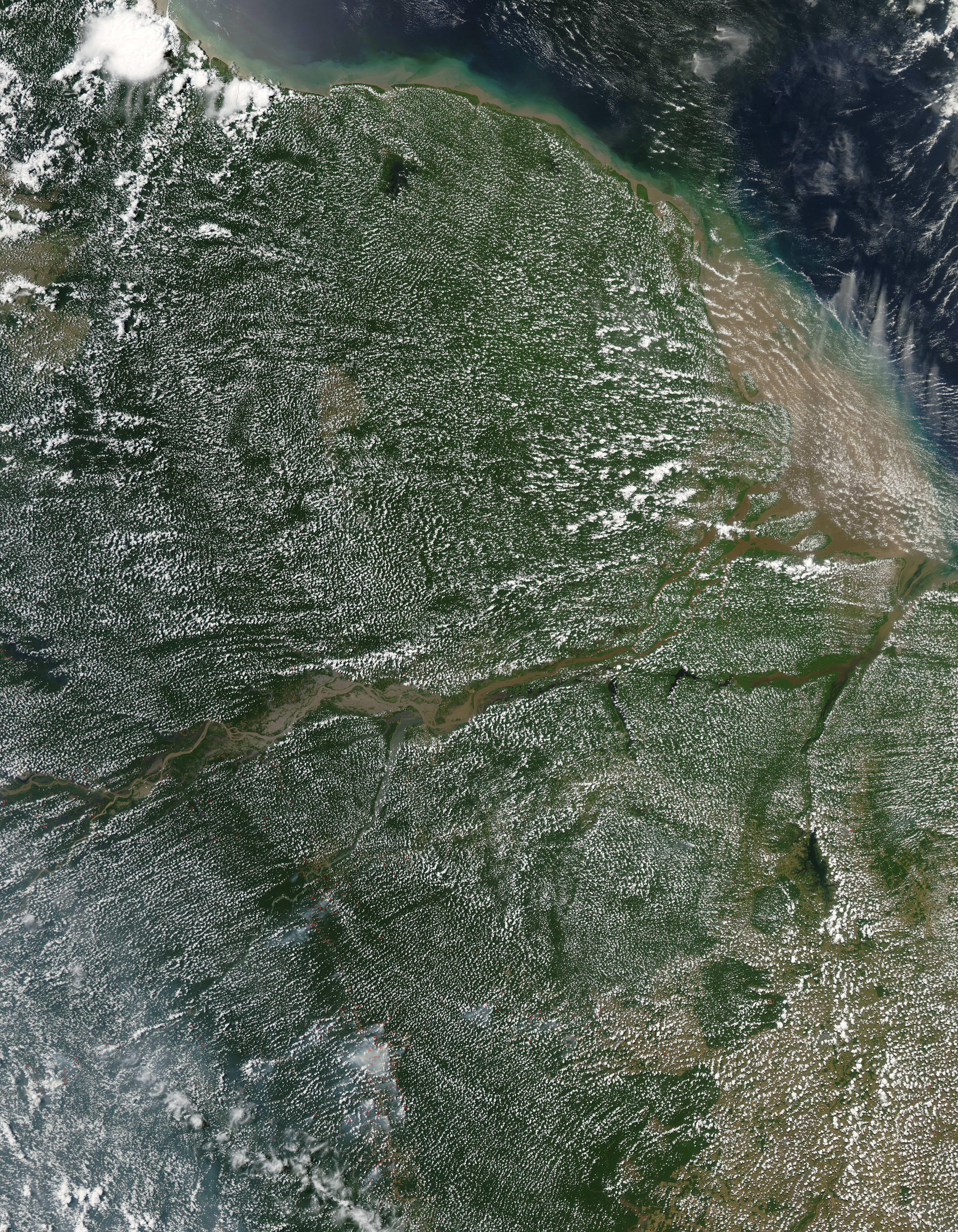
Chmury powstałe z kondensacji pary wydzielonej przez rośliny puszczy amazońskiej

Transpiracja może prowadzić do powstawania chmur nad obszarami leśnymi. Takie chmury noszą wg klasyfikacji Międzynarodowej Organizacji Meteorologicznej nazwę silvagenitus (od łac. silva – las).